# Arenópolis
Arenópolis is een gemeente in de Braziliaanse deelstaat Goiás. De gemeente telt 3.481 inwoners (schatting 2009).

## Aangrenzende gemeenten
De gemeente grenst aan Diorama, Iporá, Palestina de Goiás en Piranhas.